# Портер Тауншип (округ Пайк, Пенсільванія)
Портер Тауншип (англ. Porter Township) — селище (англ. township) в США, в окрузі Пайк штату Пенсільванія. Населення — 551 особа (2020).

## Демографія
Згідно з переписом 2010 року, у селищі мешкало 485 осіб у 211 домогосподарстві у складі 154 родин. Було 896 помешкань
Расовий склад населення:
| - 91,5 % — білих - 3,3 % — чорних або афроамериканців - 1,4 % — азіатів - 1,0 % — осіб інших рас |

До двох чи більше рас належало 2,7 %. Частка іспаномовних становила 5,6 % від усіх жителів.
За віковим діапазоном населення розподілялося таким чином: 13,6 % — особи молодші 18 років, 56,7 % — особи у віці 18—64 років, 29,7 % — особи у віці 65 років та старші. Медіана віку мешканця становила 52,2 року. На 100 осіб жіночої статі у селищі припадало 112,7 чоловіків;  на 100 жінок у віці від 18 років та старших — 113,8 чоловіків також старших 18 років.
Середній дохід на одне домашнє господарство  становив 70 118 доларів США (медіана — 73 333), а середній дохід на одну сім'ю — 73 703 долари (медіана — 82 571). За межею бідності перебувало 12,4 % осіб, у тому числі 29,0 % дітей у віці до 18 років та 9,4 % осіб у віці 65 років та старших.
Цивільне працевлаштоване населення становило 123 особи. Основні галузі зайнятості: освіта, охорона здоров'я та соціальна допомога — 20,3 %, фінанси, страхування та нерухомість — 19,5 %, роздрібна торгівля — 11,4 %, транспорт — 10,6 %.